# Jeanne Favret-Saada
Jeanne Favret-Sada (Tunisia, 1934) è un'etnologa francese.

## Biografia
Dopo una agrégation de philosophie ottenuta a Parigi, ha insegnato all'Università di Algeri dal 1959 al  1963, studiandovi i sistemi politici nelle tribù arabe e la violenza in Cabilia.
In seguito ha insegnato all'Università di Paris-Nanterre. Negli anni settanta si è interessata alla stregoneria contadina nel bocage della Normandia. Le sue ricerche sul campo finiscono per assorbirla più del previsto, tanto da consacrare allo studio tre anni di attività, i cui risultati confluiscono in Les Mots, la mort, les sorts (1977), che svela la complessità del sistema di magia e stregoneria.
Queste ricerche l'hanno anche avvicinata alla psicanalisi di Josée Contreras, allo scopo di comprendere l'azione del meccanismo psicologico della stregoneria sulle persone che vi sono coinvolte (Corps pour corps, 1981). Si interessa anche a un'etnologia delle terapie. Questa esperienza sarà fondamentale per l'affermazione dell'importanza dell'attuazione di un coinvolgimento emotivo e non simulato (in qualità di partecipazione all'attività di ricerca) come metodologica investigativa e della sua validità in qualità di strumento conoscitivo alternativo alle forme di indagine classiche dell'etnografia, in particolare dell'osservazione partecipante.
Negli anni novanta i suoi lavori si spostano sulle forme contemporanee dell'accusa di blasfemia, per esempio sulla fatwā di Khomeyni contro Salman Rushdie, autore dei Versi satanici. In questo periodo è stata directrice d'études all'École pratique des hautes études (scienze religiose).
Fa parte del comitato di edizione della rivista Prochoix.
Nel 2004, in collaborazione con Josée Contreras, fa comparire Le Christianisme et ses juifs, 1800-2000, in cui, a partire dall'analisi delle rappresentazioni tradizionali della Passione di Cristo nella Baviera del XIX secolo, si studia l'immagine dei Giudei nel cattolicesimo e nella storia.
Nel 2007, Jeanne Favret-Saada ha pubblicato Comment produire une crise mondiale avec douze petits dessins. Il libro è il frutto di un'inchiesta sulla polemica delle "Caricature di Maometto sullo Jyllands-Posten", che l'etnologa ha condotto, tra l'altro, nel suo luogo di origine, la Danimarca, dove ha potuto incontrare molti dei protagonisti della vicenda.
L'antropologa, che nel 1977 aveva promesso un seguito alla sua opera Les mots, la mort, les sorts, ha pubblicato nel 2007 il saggio Désorceler. Riprendendo i materiali raccolti sulla stregoneria nel Bocage, ella mostra soprattutto come l'azione di un désorceleur (anti-stregoneria) può essere può essere qualificata come terapia del collettivo familiare dei gestori di una fattoria; ella analizza anche una désorceleuse, Madame Flora, che ha inventato un presidio terapeutico a partire dal gioco dei tarocchi di mademoiselle Marie Adélaide Lenormand. Ella propone infine di riconsiderare la nozione di affetto per ripensare l'antropologia delle terapie e, più in generale, l'intera antropologia.

## Opere
- La Segmentarité au Maghreb, in L'Homme, volume 4, 1966
- Relations de dépendance et manipulation de la violence en Kabylie, in L'Homme, volume 8, numéro 4, 1968, p. 18-44
- Le Malheur biologique et sa répétition, in Annales ES-C, n° 3-4, 1971, p. 873-888
- Sorcières et lumières, in Critique, n° 287, 1971, p. 351-376
- Les Mots, la mort, les sorts : la sorcellerie dans le bocage, Gallimard, 1977
- L'Invention d'une thérapie : la sorcellerie bocaine, 1887-1970, in Le Débat, n° 40, 1986
- Être affecté, in Gradhiva, 1990, n° 8, p. 3-10
- Rushdie et compagnie : préalables à une anthropologie du blasphème, in Ethnologie française, vol. 22, n° 3 (1 p.), 1992, p. 251-260
- La-Pensée-Lévi-Strauss, in Journal des anthropologues, n° 82-83, 2000
- Algérie, 1962-1964 : essais d'anthropologie politique, Saint-Denis, Bouchène, 2005 (Collection Intérieurs du Maghreb)
- Comment produire une crise mondiale avec douze petits dessins, Paris, Les Prairies ordinaires, 2007
- Désorceler, Paris, L'Olivier, 2009